# Colonização anglo-saxônica da Grã-Bretanha
A colonização anglo-saxônica da Grã-Bretanha é o processo que mudou o idioma e a cultura da maior parte do que se tornou a Inglaterra, de romano-britânico para germânico. Os povos de língua germânica na Grã-Bretanha, eles próprios de origens diversas, acabaram desenvolvendo uma identidade cultural comum como anglo-saxões. Esse processo ocorreu principalmente de meados do século V ao início do século VII, após o fim do domínio romano na Grã-Bretanha, por volta do ano 410. O assentamento foi seguido pelo estabelecimento da Heptarquia, reinos anglo-saxões no sul e no leste da Grã-Bretanha, mais tarde seguidos pelo restante da Inglaterra moderna e pelo sudeste da Escócia moderna. A natureza exata dessa mudança é um tópico de pesquisa em andamento. Ainda há dúvidas sobre a escala, o momento e a natureza dos assentamentos, e também sobre o que aconteceu com os antigos residentes do que hoje é a Inglaterra.
As evidências disponíveis incluem o escasso registro escrito contemporâneo e quase contemporâneo, além de informações arqueológicas e genéticas. As poucas fontes literárias falam da hostilidade entre os estrangeiros e os nativos. Elas descrevem a violência, a destruição, o massacre e a fuga da população romano-britânica. Além disso, existem poucas evidências claras de qualquer influência significativa do celta britânico ou do latim britânico no idioma inglês antigo. Esses fatores sugerem um influxo em massa de povos de língua germânica. Segundo esse ponto de vista, defendido pela maioria dos historiadores e arqueólogos até meados do século XX, grande parte do que hoje é a Inglaterra foi eliminada de seus habitantes anteriores. Se esse ponto de vista tradicional estivesse correto, os genes do povo inglês mais tardio teriam sido herdados, em sua maioria, de migrantes germânicos.
Entretanto, outra visão é que os migrantes eram em menor número, possivelmente centrados em uma elite guerreira. Essa hipótese sugere que os recém-chegados alcançaram uma posição de domínio político e social que, com a ajuda de casamentos mistos, deu início a um processo de aculturação dos nativos ao idioma e à cultura material dos recém-chegados. Os arqueólogos descobriram que os padrões de assentamento e o uso da terra não mostram uma ruptura clara com o passado romano-britânico, embora as mudanças na cultura material tenham sido profundas. Essa visão prevê que a ascendência do povo da Inglaterra anglo-saxônica e moderna seria, em grande parte, derivada do povo romano-britânico.
Mesmo assim, se esses imigrantes se estabelecessem como uma elite social que praticasse um nível de endogamia, isso poderia ter lhes permitido um maior sucesso reprodutivo (a "teoria do apartheid", nomeada em homenagem ao sistema de apartheid do século XX na África do Sul). Nesse caso, os genes predominantes da Inglaterra anglo-saxônica posterior poderiam ter sido, em grande parte, derivados de um número moderado de migrantes germânicos. Essa teoria, originada em um estudo inicial de genética populacional, mostrou-se controversa e foi recebida com críticas por muitos acadêmicos. Estudos genéticos realizados no final da década de 2010 e no início da década de 2020 demonstraram repetidamente que a imigração do continente de língua germânica foi em uma escala maior do que a argumentada pelos defensores da teoria de uma pequena migração, e também que os casamentos entre britânicos nativos e imigrantes eram mais comuns do que o proposto pelos defensores da teoria do apartheid.

## Antecedentes

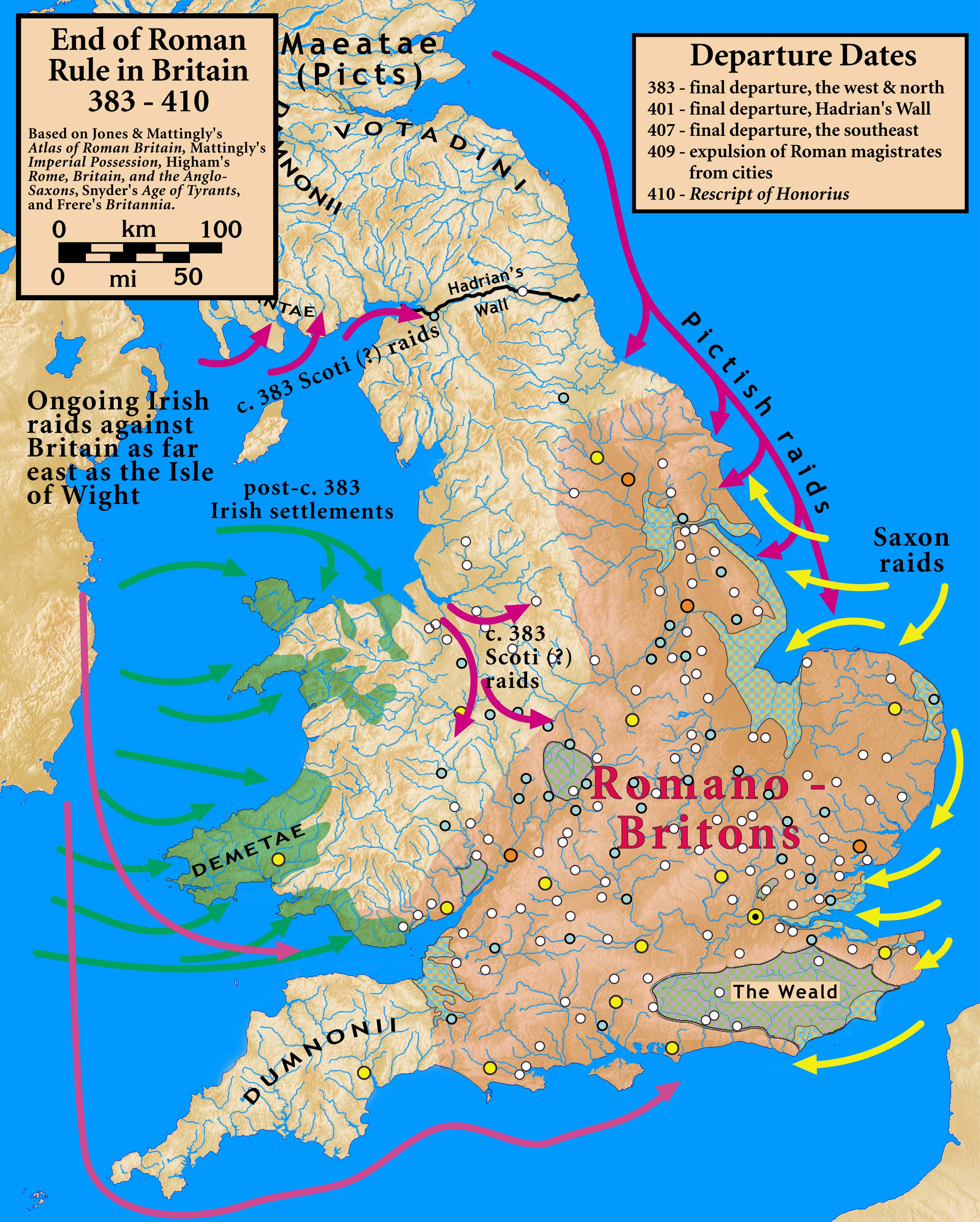
Grã-Bretanha, 383-410

Por volta de 400, as províncias romanas na Grã-Bretanha (todo o território ao sul da Muralha de Adriano) eram uma parte periférica do Império Romano, ocasionalmente perdidas por rebeliões ou invasões, mas até então sempre recuperadas. Esse ciclo de perda e reconquista entrou em colapso na década seguinte. Por fim, por volta de 410, embora o poder romano continuasse a ser uma força a ser reconhecida por mais três gerações em grande parte da Gália, a Grã-Bretanha escapou do controle imperial direto e entrou em uma fase que geralmente é chamada de "sub-romana".
A história desse período tem sido tradicionalmente uma narrativa de declínio e queda. No entanto, as evidências de Verulâmio sugerem que a reconstrução de tipo urbano, com água encanada, continuou até o final do século V, se não depois. Em Silchester, foram encontrados sinais de ocupação subromana até cerca de 500, e em Wroxeter, novos banhos foram identificados como sendo de tipo romano.
Os escritos de São Patrício e Gildas demonstram a sobrevivência na Grã-Bretanha da alfabetização em latim e da educação romana, do aprendizado e da lei dentro da sociedade de elite e do cristianismo, durante a maior parte dos séculos V e VI. Além disso, os sinais nas obras de Gildas indicam que a economia estava prosperando sem a tributação romana, pois ele se queixa de luxúria e autoindulgência. Em meados do século V, os anglo-saxões começam a aparecer em uma Grã-Bretanha aparentemente ainda funcionalmente romanizada.

### Fontes iniciais

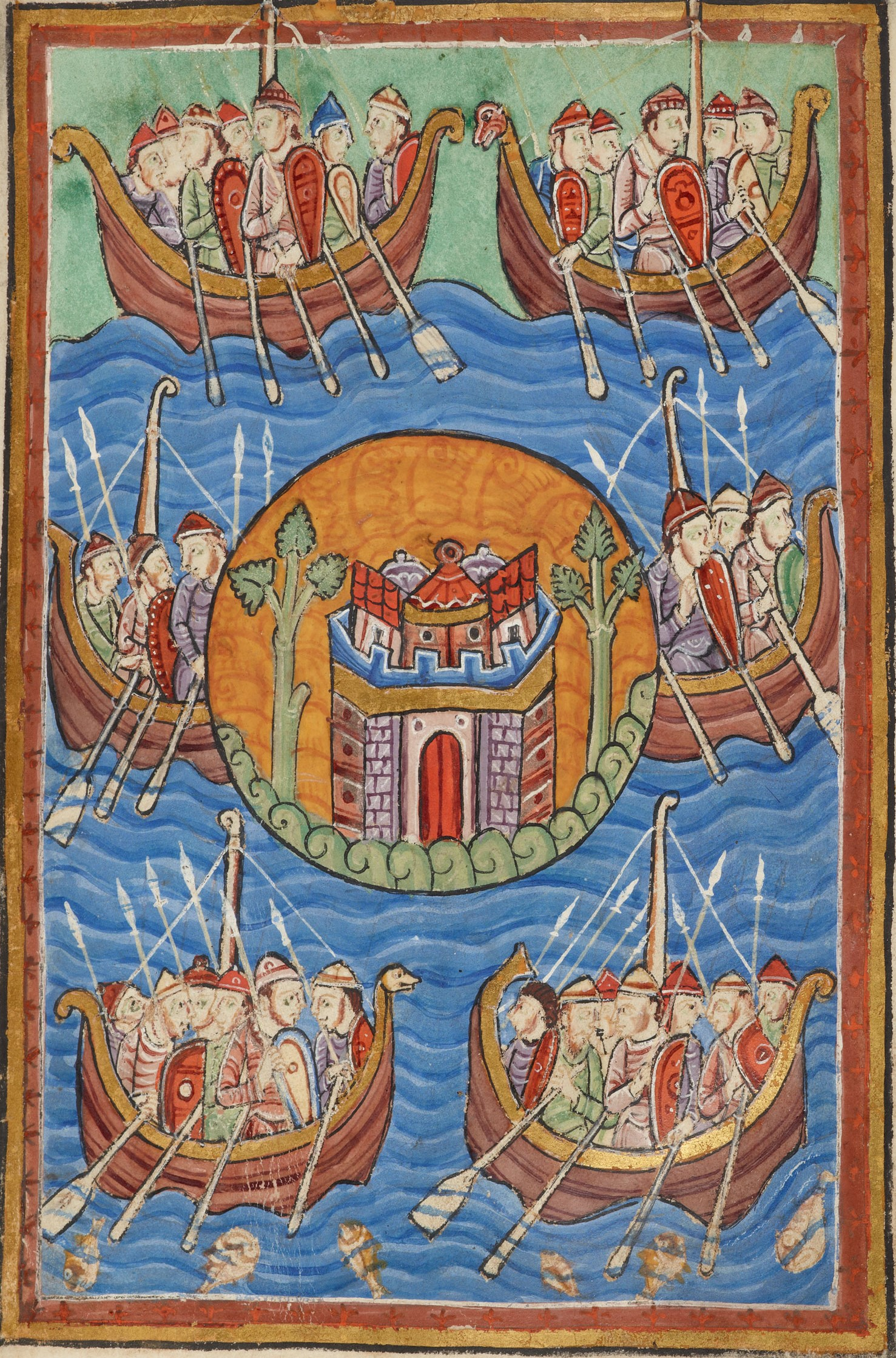
Uma representação de 1130 de anglos, saxões e jutos cruzando o mar para a Grã-Bretanha, equipados com equipamentos de guerra, do manuscrito Miscelânea sobre a vida de Santo Edmundo

### De Excidio et Conquestu Britanniae, de Gildas

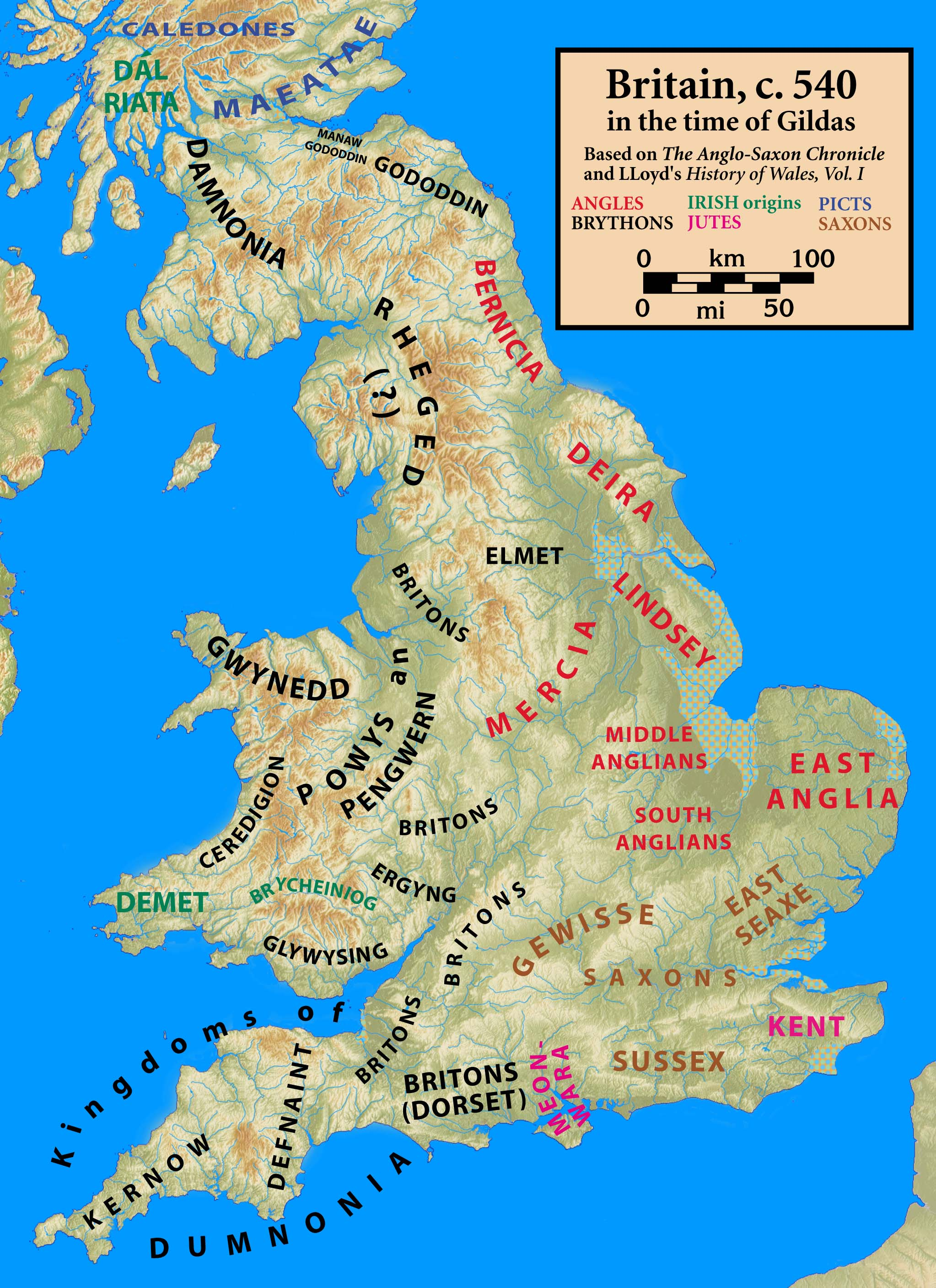
Grã-Bretanha por volta do ano 540. Os nomes dos reinos anglo-saxões são coloridos de vermelho ou marrom. Os nomes dos reinos britânicos são coloridos de preto

### Historia ecclesiastica gentis Anglorum, de Bede

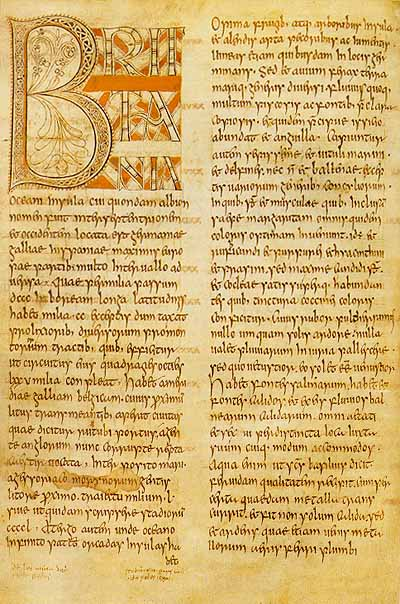
Fólio 3v do Beda de Petersburgo. O Beda de São Petersburgo (São Petersburgo, Biblioteca Nacional da Rússia, lat. Q. v. I. 18), uma versão quase contemporânea da Historia ecclesiastica gentis Anglorum.

### As evidências

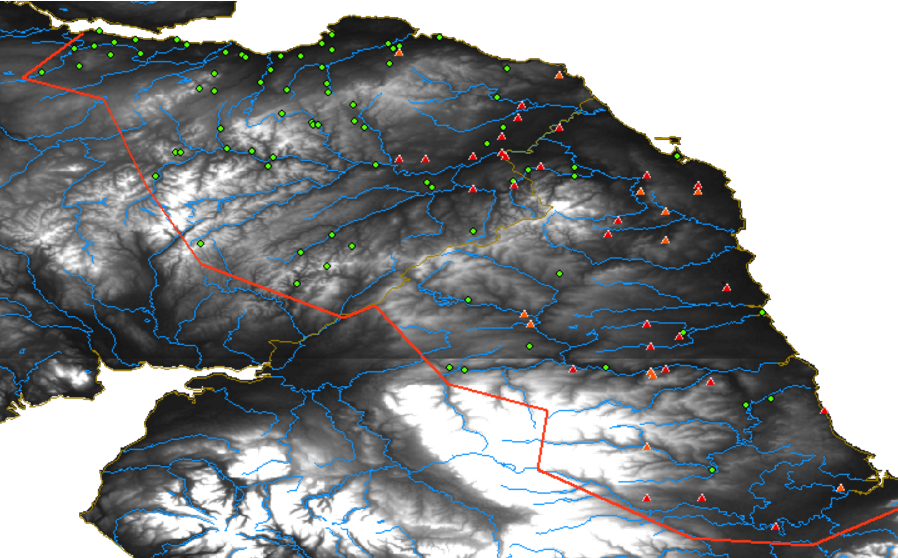
Mapa de topônimos entre o estuário do Forth e o rio Tees: em verde, nomes que provavelmente contêm elementos britânicos; em vermelho e laranja, nomes que provavelmente contêm os elementos do inglês antigo -ham e -ingaham, respectivamente. Os nomes britânicos encontram-se principalmente ao norte das colinas Lammermuir e Moorfoot.

### Nomes pessoais de elite

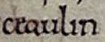
O nome do Bretwalda Ceawlin, traduzido como "ceaulin", como aparece na Crônica Anglo-Saxônica (texto C)

## Evidências arqueológicas

Uma urna funerária anglo-frísia escavada do sepultamento do navio Snape na Ânglia Oriental. O item está localizado no Museu Aldeburgh Moot Hall

## Evidências históricas
O ato de pesquisar as fontes históricas em busca de sinais do assentamento anglo-saxão pressupõe que as palavras anglos, saxões ou anglo-saxões tenham o mesmo significado em todas as fontes. A atribuição de rótulos étnicos como "anglo-saxão" é repleta de dificuldades e o termo só começou a ser usado no século VIII para distinguir os grupos "germânicos" na Grã-Bretanha daqueles do continente (Antiga Saxônia, no atual norte da Alemanha)